# Aldeire (kommunhuvudort)
Aldeire är en kommunhuvudort i Spanien.   Den ligger i provinsen Provincia de Granada och regionen Andalusien, i den södra delen av landet, 400 km söder om huvudstaden Madrid. Aldeire ligger 1 288 meter över havet och antalet invånare är 742.
Terrängen runt Aldeire är varierad. Runt Aldeire är det glesbefolkat, med 10 invånare per kvadratkilometer. Närmaste större samhälle är Guadix, 16,6 km norr om Aldeire. Omgivningarna runt Aldeire är i huvudsak ett öppet busklandskap.